# Лотар Томс
Лотар Томс (нім. Lothar Thoms, 18 травня 1956 — 5 листопада 2017) — німецький велогонщик.
Олімпійський чемпіон 1980 року в гіті на 1 км.
Чемпіон світу з трекових велоперегонів 1977 (гіт на 1 км), 1978 (гіт на 1 км), 1979 (гіт на 1 км), 1981 (гіт на 1 км) років, срібний призер 1982 року в гіті на 1 км, бронзовий призер 1983 року в гіті на 1 км.